# Demai
Demai (en hebreu és el tercer tractat del seder Zeraïm (en català: llavors) de la Mixnà i del Talmud de Babilònia. Consisteix en set capítols, i té una Guemarà amb prou feines en el Talmud de Jerusalem. Existeix algun debat sobre el significat literal i l'origen de la paraula demai. El tractat demai, es refereix principalment a les lleis relacionades amb la producció dels productes del camp, quan hi ha la sospita que no han estat retirat algun delme: maasser rishon (el primer delme pel Leví), terumat maasser i maaser sheni (el segon delme) o maasser ani (el delme pel pobre), depenent de l'any del cicle de la shmità, d'acord amb el versicle bíblic: Nombres 18:24-28.